# Campionato asiatico femminile di pallacanestro 1999
Il 18º Campionato Asiatico Femminile di Pallacanestro FIBA (noto anche come FIBA Asia Championship for Women 1999) si è svolto a Shizuoka in Giappone dal 2 al 9 maggio 1999. Questa edizione fu suddivisa in due livelli con il sistema di promozione-retrocessione.
I Campionati asiatici femminili di pallacanestro sono una manifestazione biennale tra le squadre nazionali organizzato dalla FIBA Asia.

## Squadre partecipanti
- Corea del Sud
- Cina
- Giappone
- Taiwan
- Malaysia
- Corea del Nord
- Hong Kong
- Thailandia
- Sri Lanka
- Ritirate dal torneo  Uzbekistan e  Kazakistan

## Turno preliminare

### Livello I
| Squadra       | Partite giocate | Vinte | Perse | Punti fatti | Punti subiti | Differenza | Punti |
| ------------- | --------------- | ----- | ----- | ----------- | ------------ | ---------- | ----- |
| Giappone      | 4               | 3     | 1     | 327         | 240          | +87        | 7     |
| Corea del Sud | 4               | 3     | 1     | 311         | 249          | +62        | 7     |
| Cina          | 4               | 3     | 1     | 290         | 249          | +41        | 7     |
| Taiwan        | 4               | 1     | 3     | 284         | 249          | +35        | 5     |
| Thailandia    | 4               | 0     | 4     | 165         | 390          | −225       | 4     |

### Livello II
| Squadra | Partite giocate | Vinte | Perse | Punti fatti | Punti subiti | Differenza | Punti |
| ------- | --------------- | ----- | ----- | ----------- | ------------ | ---------- | ----- |
|         |                 |       |       |             |              |            |       |
|         |                 |       |       |             |              |            |       |
|         |                 |       |       |             |              |            |       |
|         |                 |       |       |             |              |            |       |

## Fase finale

### Primo-Quarto posto
|  | Semifinali    | Semifinali    | Semifinali |          |               | Primo posto   | Primo posto | Primo posto |  |
|  |               |               |            |          |               |               |             |             |  |
|  | Taiwan        | Taiwan        | 74         |          |               |               |             |             |  |
|  | Taiwan        | Taiwan        | 74         |          |               |               |             |             |  |
|  | Giappone      | Giappone      | 83         |          |               |               |             |             |  |
|  | Giappone      | Giappone      | 83         |          | Corea del Sud | Corea del Sud | 68          |             |  |
|  |               |               |            |          | Corea del Sud | Corea del Sud | 68          |             |  |
|  |               |               | Giappone   | Giappone | 65            |               |             |             |  |
|  | Corea del Sud | Corea del Sud | Giappone   | Giappone | 65            | 70            |             |             |  |
|  | Corea del Sud | Corea del Sud |            |          |               | 70            |             |             |  |
|  | Cina          | Cina          | 69         |          |               | Terzo posto   | Terzo posto | Terzo posto |  |
|  | Cina          | Cina          | 69         |          |               |               |             |             |  |
|  |               |               |            |          |               |               |             |             |  |
|  |               |               |            |          |               | Cina          | Cina        | 57          |  |
|  |               |               |            |          |               | Cina          | Cina        | 57          |  |
|  |               |               |            |          |               | Taiwan        | Taiwan      | 68          |  |

## Classifica finale
| Posizione | Squadra       | Vinte/Perse |
| --------- | ------------- | ----------- |
| Oro       | Corea del Sud | 5-1         |
| Argento   | Giappone      | 4-2         |
| Bronzo    | Taiwan        | 2-4         |
| 4         | Cina          | 3-3         |
| 5         | Thailandia    | 0-4         |
| 6         |               |             |
| 7         |               |             |
| 8         |               |             |
| 9         |               |             |

## Campione d'Asia
| Campione d'Asia | Campione d'Asia | Campione d'Asia | Campione d'Asia |
| --------------- | --------------- | --------------- | --------------- |
| Corea del Sud   |                 |                 |                 |